# Závodszky Noémi
Závodszky Noémi (Budapest, 1968. szeptember 20.) magyar színésznő.

## Élete és pályafutása
Budapesten született,  a Berzsenyi Dániel Gimnáziumban érettségizett, olasz-orosz tagozatos osztályban. Színésznőként a Gór Nagy Mária Színitanodában végzett. 1992-től egy évadot a Pécsi Nemzeti Színházban töltött. Ezután két évig szabadfoglalkozású színésznőként dolgozott. A székesfehérvári Vörösmarty Színház első önálló társulatának alapító tagja, 1995-től itt játszik. Vendégművészként szerepelt a Veszprémi Petőfi Színházban, valamint a budapesti Karinthy Színházban és a Vidám Színpadon is. A Szomszédok című telenovella kapcsán az egész ország megismerte a nevét. Szinkronszínészként is foglalkoztatott. A televízióban illetve mozifilmekben is láthatjuk. Érdemei elismeréseként Székesfehérvár 2000-ben főtanácsosi címmel tüntette ki, és az összes helyi alapítású szakmai - és közönségdíjat magáénak tudhatja.

## Színházi szerepeiből
- John Braden – Paul Foster: Színezüst csehó:...Madamme Lagalou (1991)
- Sárosi István: Rákfene...Nővér (1992)
- Jim Jacobs – Warren Casey: Grease...Rizzo (1993)
- Ken Kesey: Kakukkfészek...Candy Starr (1994)
- Galt Macdermot – Gerome Ragni – James Rado: Hair...Jeannie (1996)
- Heltai Jenő: A néma levente...Carlotta (1996)
- Lionel Bart: Oliver!...Mrs Corney (1997)
- Huszka Jenő: Bob herceg...Rézi (1998)
- William Shakespeare: A makrancos hölgy...Özvegy, Szabó, Kocsmárosné (1998)
- Zágon István – Nóti Károly – Eisemann Mihály: Hippolyt, a lakáj...Mimi (1998)
- Grimm fivérek – Romhányi József – Fényes Szabolcs: Hamupipőke...Gyöngyike (1998)
- Noël Coward: Vidám kísértet...Edith(1998)
- Alexandre Dumas – Fülöp Kálmán – Wolf Péter: A három testőr...Milady Winter (1999)
- Zágon István – Eisemann Mihály: XIV. René...Irina (1999)
- Kornis Mihály: Körmagyar...Utcalány (1999)
- Fejes Endre – Presser Gábor: Jó estét nyár, jó estét, szerelem...gyümölcsárus lány (1999)
- Georges Feydeau: Egy hölgy a Maximból...Osztrigás Mici (2000)
- Weöres Sándor: Holdbéli csónakos...Sólyomistennő (2001)
- William Shakespeare: Ahogy tetszik (2001)
- William Shakespeare: Lóvátett lovagok...Rosaline (2001)
- Tersánszky Józsi Jenő: Kakuk Marci...Pattanó Rozi (2001)
- Jerry Bock: Hegedűs a háztetőn...Cejtel (2001)
- Anton Pavlovics Csehov: Sirály...Mása (2002)
- Eisemann Mihály – Szilágyi László: Tokaji aszú...Zsófi (2002)
- Vajda Katalin – Fábri Péter: Anconai szerelmesek...Dorina, Tomao házvezetőnője (2002)
- Georges Feydeau: A női szabó...Yvonne (2002)
- MolièreTartuffe...Elmira (2002)
- Pozsgai Zsolt: Nem bánok semmit sem...Jeanne (2002)
- Robert Harling: Acélmagnóliák...Shelby (2002)
- Mészöly Gábor: Hoppárézimi...Konduktornő (2003)
- Jókai Mór: A kőszívű ember fiai...Lánghy Aranka (2003)
- Egressy Zoltán: 4X100...Perec (2003)
- Együtt a banda/Musical varázs konferálás, ének (2003)
- Kodály Zoltán - Paulini Béla - Harsányi Zoltán: Háry János...II. Udvarhölgy (2003)
- Kabaré Kávéház...ének (2003)
- Müller Péter: A vihar kapujában...Feleség (2004)
- Helta Jenő: Tündérlaki lányok...Olga (2004)
- Árva Lázár (ballada – zene: Madarász Iván)...Mónár Anna (2004)
- William Shakespeare: Szentivánéji álom...Hyppolita/Titánia (2004)
- Ben Elton: Popcorn...Farrah (2004)
- Operettvarázs...2005.
- Leonard Bernstein – Joseph Fields – Jerome Chodorov – Betty Comden – Adolph Green: A csodák városa...Helen (2005)
- Zsurzs Kati: Bence királyfi...Anna (2005)
- László Miklós: Illatszertár...Balázs kisasszony (2005)
- Terje Nordby: Jégszirom...Johanna (2006)
- Ábrahám Pál – Földes Imre – Harmath Imre: Viktória...Riquette (2006)
- Pierre-Augustin Caron de Beaumarchais: Figaro házassága...Almaviva grófné (2006)
- Moldova György: Malom a pokolban...Károlyiné (2006)
- Szurdi András – Döme Zsolt: Kísértet tangó...fiatal Edit (2007)
- William Shakespeare: III. Richárd...Lady Anna (2007)
- Operettgála...ének (2007)
- Szép Ernő: Vőlegény...Mariska, Papa és Anya lánya (2007)
- Garaczi László: Plazma...Réka; Plazmaasszony (2007)
- Vörösmarty Mihály: Csongor és Tünde...Mirigy (2007)
- Georges Feydeau: Bolha a fülbe...Lucienne, Histangua felesége (2008)
- Kurt Weill – Bertolt Brecht: Koldusopera...Kocsma Jenny (2008)
- Ábrahám Pál: Bál a Savoyban...La Tangolita, brazil táncosnő (2008)
- Nyikolaj Vasziljevics Gogol: A revizor...Anna, a polgármester felesége (2008)
- Hangok hídján...konferálás, ének (2008)
- Friedrich Schiller: Stuart Mária...Erzsébet, Anglia királynője (2009)
- Arisztophanész: Lüszisztraté...Mürrhiné (2009)
- Parti Nagy Lajos - Darvas Ferenc: Ibusár...Sárbogárdi Jolán, jegykiadó; Amália (2009)
- Per Olov Enquist: A tribádok éjszakája...Siri von Essen-Strindberg (2009)
- Matei Vişniec: A kommunizmus története elmebetegeknek...III. Nő (2010)
- William Shakespeare: Vízkereszt, vagy bánom is én...Mária, nemes hajadon, Olivia társalkodónője (2010)
- Amphitrüón 2000+10...Alkméné (2010)
- Bor, mámor, szerelem..."Tangolita" (2010)
- Giulio Scarnacci – Renzo Tarabusi: Kaviár és lencse...Valeria, Leonida párja (2010)
- Arthur Miller: Az ügynök halála...A Nő (2010)
- Arthur Miller: Édes fiaim...Kate Keller(2011)
- William Shakespeare: Macbeth...Második boszorkány (2011)
- Szirmai Albert – Bakonyi Károly – Gábor Andor: Mágnás Miska...Anasztázia (2011)
- Lyman Frank Baum: Óz, a nagy varázsló...Nyugati Boszorkány (Kansasben Miss Frász) (2011)
- Tasnádi István: Finito...Blondinné, Vali (2011)
- Leo Stein – Kálmán Imre: A csárdáskirálynő...Juliskám, Krisztina bárónő (2011)
- Alekszandr Nyikolajevics Osztrovszkij: Vihar...Úrinő (2012)
- Molnár Ferenc: A testőr...A páholyosnő
- Ray Cooney: Család ellen nincs orvosság...Rosemary Mortimore (2012)
- Dés László – Geszti Péter – Békés Pál: A dzsungel könyve...Ká (2012)
- Herczeg Ferenc: Bizánc...Olga nagyhercegnő (2012)
- Friedrich Schiller: Don Carlos...Olivarez hercegnő, főudvarmesternő (2013)
- Rideg Sándor: Indul a bakterház...Csámpás Rozi (2013)
- Neil Simon: Furcsa pár (női változat)...Olive Madison (2013)
- Fjodor Mihajlovics Dosztojevszkij: A félegyelmű...Nyina Alexandrovna; Darja (2014)
- Presser Gábor – Sztevanovity Dusán – Horváth Péter: A padlás...Mamóka (2014)
- Szeretni kell, ennyi az egész (2014)
- Peter Shaffer: Amadeus...Orsini-Rosenborg (2015)
- Rose Reginald: Tizenkét dühös ember...Negyedik esküdt (2015)
- Zerkovitz Béla – Szilágyi László: Csókos asszony...Rica Maca (2015)
- Tracy Letts: Augusztus Oklahomában...Mattie Fae Aiken (2015)
- Ken Kesey: Száll a kakukk fészkére...Candy Starr (2016)
- Szabó Magda: Abigél...Horn Mici (2016)
- Koronázási szertartásjáték – II. (Vak) Béla, a fény koldusa (Vörösmarty Színház, rendező: Szikora János):...Ilona magyar királyné (2016)
- Mihály Tamás – Horváth Péter – Pintér Tamás: 56 csepp vér...Őrnagyné, Júlia anyja, szépasszony, Magdaléna (2016)
- Kávéház kabaré (2017)
- Márton László: Carmen...Dohánygyári munkásnő 1 (2017)
- Különös éjszaka...ének (2017)
- Carlo Goldoni: A hazug...Beatrice (2017)
- Neil Simon: Pletykák...Claire Ganz (2017)
- Koronázási szertartásjáték – III. Béla: Az aranykor trónusán:...Eufrozina anyakirályné (2017)
- Franz Arnold – Ernst Bach: Apa csak egy van...Gréti (2017)
- Georges Feydeau: A hülyéje...Mme Pontagnac (2017)
- Szabó Magda: Régimódi történet...Bányai Rákhel, Emma nagyanyja (2018)
- Murakami Haruki – Frank Galati: Kafka a tengerparton...Tévébemondó (2018)

## Filmográfia

### Színészként
| Cím                                 | Szerep                | Év         |
| ----------------------------------- | --------------------- | ---------- |
| Família Kft.                        | Vásárló, Bankszakértő | 1991-1994. |
| Hamis a baba                        | Keramikus             | 1991.      |
| Szomszédok                          | Antónia               | 1992-1998. |
| Privát kopó                         | Titkárnő              | 1993.      |
| Az ibolya                           | Roboz kisasszony      | 1993.      |
| Frici, a vállalkozó szellem         | Asszisztensnő         | 1993.      |
| A pályaudvar lovagja                |                       | 1993.      |
| Kisváros                            | Szilvia, Léna         | 1993-2000. |
| Patika                              | Tivadar barátnője     | 1994-1995. |
| Szeret-nem szeret                   | Eladó                 | 2003.      |
| Gálvölgyi Show                      |                       | 2001-2011. |
| Art d'Echo                          | műsorvezetés          | 2005-2006. |
| Konyec – Az utolsó csekk a pohárban | Bankosnő I.           | 2007.      |
| Így, ahogy vagytok                  | Titkárnő              | 2010.      |
| Hacktion                            | Helczinger Karola     | 2012.      |
| Barátok közt                        | Mayer Judit           | 2016-2018. |
| A mi kis falunk                     | Erzsike               | 2017.      |
| Ma este gyilkolunk                  |                       | 2024.      |

### Szinkronszínészként
| Cím                                        | Szerep                                                   | Eredeti színész        |
| ------------------------------------------ | -------------------------------------------------------- | ---------------------- |
| 24                                         | Marianne Taylor                                          | Aisha Tyler            |
| 90210                                      | Kelly Taylor                                             | Jennie Garth           |
| A homok titkai                             | Vera Soares de Azevedo                                   | Isadora Ribeiro        |
| A nagy svindli                             | Sara Ellis                                               | Hilarie Burton         |
| A sivatag szerelmesei                      | Barbie                                                   |                        |
| Afrika gyöngyszeme                         | Camila Santos                                            | Anabela Teixeira       |
| Az áruló                                   | Eloisa Renán                                             | Virna Flores           |
| Az elnök emberei                           | Ronna                                                    | Karis Campbell         |
| Babylon 5                                  | Lyta Alexander                                           | Patricia Tallman       |
| Beverly Hills 90210                        | Kelly Taylor                                             | Jennie Garth           |
| Buffy, a vámpírok réme                     | Cordelia Chase                                           | Charisma Carpenter     |
| Castle                                     | Scarlett Price                                           | Michaela McManus       |
| Castle                                     | Angelica Fink                                            | Marisa Ramirez         |
| Dallas (2012)                              | Marta Del Sol                                            | Leonor Varela          |
| Dilinyósok                                 | Veronica Palmer                                          | Portia de Rossi        |
| Első szerelem                              | Emilia Baldomero Cano                                    | Alexa Damián           |
| Esmeralda                                  | Dr. Rosario Muñoz                                        | Nicky Mondellini       |
| Ezel – Bosszú mindhalálig                  | Azad Karaeski                                            | Burcin Terzioglu       |
| Gyilkos elmék                              | Jordan Todd                                              | Meta Golding           |
| Hóbarátok                                  | Lissi Lindner                                            | Tanja Fornaro          |
| Így jártam anyátokkal                      | Lily Aldrin                                              | Alyson Hannigan        |
| Jog/Ászok                                  | Zoey Waters                                              | Tanya Fischer          |
| Kachorra - az ártatlan szökevény           | Barbara                                                  | María Marull           |
| Két pasi - meg egy kicsi                   | Courtney (Két pasi)                                      | Jenny McCarthy         |
| Kettős játszma                             | Maria Jose Samaniego Miranda / Sandra Miranda Betancourt | Jacqueline Bracamontes |
| Könnyek királynője                         | Flor Escutia Borbolla                                    | Martha Julia           |
| Nora Roberts: Azúrkék égbolt               | Tess Mercy                                               | Charlotte Ross         |
| Pacific Palisades - Siker, pénz, csillogás | Laura Sinclair                                           | Kimberley Davies       |
| Rosalinda                                  | Becky Rosas                                              | Sara Luz               |
| Rubí, az elbűvölő szörnyeteg               | Maribel De La Fuente                                     | Jacqueline Bracamontes |
| Sabrina, a tiniboszorkány                  | Libby Chessler                                           | Jenna Leigh Green      |
| Tuti gimi                                  | Jules                                                    | Maria Menounos         |
| Undercover - A titkos csapat               | Monica Davis                                             | Bruklin Harris         |
| Vadnyugati bűnvadászok                     | Katie Owen                                               | Amy Carlson            |
| Vámpírnaplók                               | Isobel Flemming                                          | Mia Kirshner           |
| Vámpírnaplók                               | Alice (Vámpírnaplók)                                     | Bree Condon            |
| Védelmi jog                                | Donatella Maiorca                                        | Laura Chiatti          |

## Díjai
- Píma  Díj 2017.
- Polgármesteri emlékdíj 2014.
- Prima  Különdíj 2006.
- Vörösmarty Gyűrű-díj 2006.
- Aranyalma-díj (Fejér Megyei Hírlap) 2006.
- Budapesti Tavaszi Fesztivál Operettfesztiváljának Fesztivál-díja 2001.
- Pro Theatro Civitatis Albae Regialis-díj 2000.